# Науковий архів Інституту археології НАН України
Науковий архів Інституту археології Національної академії наук України — це діючий архів, що підпорядковується Інституту археології НАН України і виконує функції зберігання документів археологічних та музейних структур, що діяли на території України починаючи від XIX ст., а також документування нових надходжень.
Хронологічно фонди архіву охоплюють XIX-ХХІ століття. Це звіти археологічних експедицій, особисті фонди, рукописні наукові праці з археології, історії, етнографії та антропології, докторські і кандидатські дисертації. Фонди Наукового архіву постійно поповнюються.

## Історія
Формування Наукового архіву Інституту археології НАН України безпосередньо пов'язане з історією Інституту археології НАН України.
Від 1919 р. архівні документи накопичувалися в канцеляріях археологічних і музейних установ Української академії наук. У 1933 р. на основі підрозділів ВУАН (Всеукраїнського археологічного комітету, Кабінету антропології імені Федора Вовка, Етнографічної комісії при ВУАН, Музею етнографії, Комісії Близького Сходу, Кабінету українського мистецтва, Археологічного музею і Кафедри праісторії) було сформовано Секцію історії матеріальної культури (СІМК). На базі СІМК у 1934 р. був утворений Інститут історії матеріальної культури ВУАН (з 1938 р. — Інститут археології АН УРСР).
До початку 50-х років Науковий архів та Бібліотека Інституту археології АН УРСР існували як одна структура. У 1956 р. зі складу Бібліотеки були виокремлені Науковий архів та Фотоархів. Завідувачем Наукового архіву з кінця 1957 р. був археолог і письменник В. П. Петров. Відповідальною за Фотоархів була А. І. Фурманська. У 1961 р. Науковий архів очолила Н. В. Лінка, а Фотоархів — С. М. Кузнєцова. У 1963 р. в Інституті археології була проведена реорганізація: Науковий архів і Фотоархів було об'єднано. Посаду директора архіву у різні роки обіймали: Г. Ю. Авксентьєва, О. М. Франко, Ж. О. Кононенко, Г. О. Станіцина.

## Фонди
| Фонди архіву. Загальна інформація |                    |
| --------------------------------- | ------------------ |
| Кількість фондів                  | 63                 |
| Кількість одиниць зберігання      | 218 289            |
| Хронологічні рамки документів     | ХІХ — ХХІ століття |

Станом на осінь 2013 року на обліку в установі знаходиться 63 фонди, що складають 218 289 одиниць зберігання документів на паперовій основі та великий фотоархів.
1. Фонд «Музею старожитностей при Київському університеті Святого Володимира» — це комплекс документів, які відображають розвиток археології в Україні (каталоги, описи, реєстри, інвентарні книги археологічних знахідок, листування з різними товариствами, установами та окремими особами, фотографії археологічних знахідок, різні плани й креслення археологічних об'єктів тощо). Фонд містить 120 одиниць зберігання за 1826–1925 рр.
2. Фонд Всеукраїнського археологічного Комітету (ВУАК) за 1918–1932 рр., а також документи перехідного періоду: ВУАК-СІМК (1933–1934), ВУАК-ІІМК (1934–1937). Фонд містить документи про розвиток археології в Україні, про заходи зі збереження пам'яток історії і культури та про археологічні дослідження в Україні у зазначений період. Фонд має 1032 одиниці зберігання.
3. Фонд ВУАК має відгалуження відповідно до різних археологічних експедицій: Фонд ВУАК/Дніпробуд — містить документи археологічних досліджень на території будівництва та порожистої частини р. Дніпра між Запоріжжям і Дніпропетровськом, яка входила в зону затоплення в результаті будівництва Дніпровської ГЕС і має 213 одиниць зберігання за 1927–1933 рр. Оскільки це великий комплекс документів, він виділений в окремий фонд. Інші підрозділи фонду ВУАК: ВУАК/Донецьке городище (1928–1930) — 23 од. зб.; ВУАК/Ольвія (1928–1930) — 48 од. зб.; ВУАК/Райки (1929–1933) — 29 од. зб.; ВУАК/Київ (1926–1932) — 6 од. зб.
4. Фонд Інституту Історії Матеріальної культури (фонд ІІМК). Цей фонд розділено відповідно до документів різних археологічних експедицій. Матеріали фонду представлені науковими звітами та польовою документацією експедицій про розкопки та дослідження археологічних пам'ятників: ІІМК/Вишгород (1934–1937) — 73 од. зб.; ІІМК/Гонці (1935) — 5 од. зб.; ІІМК/Деснянська експедиція (1936–1937) — 17 од. зб.; ІІМК/Київ (1935–1937) — 50 од. зб.; ІІМК/Коростень (1934) — 6 од. зб.; ІІМК/Нікополь (1935–1937) — 19 од. зб.; ІІМК/Ольвія (1935–1937) — 57 од. зб.; ІІМК/Райки (1934–1936) — 44 од. зб.; ІІМК/Сосниця (1935) — 1 од. зб.; ІІМК/Стара Буд а (1937) — 2 од. зб.; ІІМК/Трипільська експедиція (1934–1937) — 16 од. зб.; ІІМК/Поліська експедиція (1936) — 6 од. зб.; ІІМК/Запоріжжя (1937) — 1 од. зб.; ІІМК/Киселево (1938–1940) — 14 од. зб.
5. Інституту археології за довоєнні роки (1938–1941 рр.) (фонд ІА). Матеріали фонду систематизовано відповідно до звітніх документів археологічних експедицій. Це, переважно, наукові звіти та польова документація експедицій, в якій міститься інформація про розкопки та дослідження археологічних пам'ятників: ІА/Ольвія (1938–1940) — 19 од. зб.; ІА/Київ (1938–1940) — 93 од. зб.; ІА/Трипільська експедиція (1938–1939) — 10 од. зб.; ІА/Августинівка і Бердиж (1938) — по 1 од. зб.; ІА/Середньодніпровська експедиція — (1940-30.06.1941) — 12 од. зб.; ІА/розвідки (1940) — 5 од. зб.; ІА/Полтавська експедиція (1938) — 9 од. зб.; ІА/Скіфська експедиція (1938) −11 од. зб.; ІА/Городськ (1939–1940) — 3 од. зб.; ІА/Ільїнка (1938–1940) — 8 од. зб.; ІА/Лубенська експедиція (1939) — 4 од. зб.; ІА/Шарпівське городище (1939–1940) — 29 од. зб.
6. Фонд наукових робіт нараховує 998 одиниць зберігання. До нього входять:
  - наукові праці з археології України, їх налічується 399 одиниць зберігання за 1936–1995 рр., сюди входять монографії, статті-розвідки та науково-дослідні розробки.
  - оригінали дисертацій на здобуття наукових ступенів кандидатів і докторів історичних наук, їх налічується 347 одиниці зберігання за 1947–2012 рр.
  - тексти планових тем, що містять результати наукових досліджень і розробок різних відділів інституту археології за певними темами, які розроблялися протягом кількох років (3-5 років) і налічують 306 одиниць зберігання за 1979–2006 рр.
7. Фонд експедицій містить наукові звіти археологічних експедицій про розкопки та розвідки археологічних пам'яток на території України за 1945–2009 рр., які проводились не тільки Інститутом Археології, а й обласними музеями і багатьма університетами та інститутами, а також польова документація експедицій інституту археології. На сьогодні фонд містить 30 197 одиниць зберігання.
8. Особові фонди вчених-археологів — багатоаспектний комплекс документів наукового, суспільно-політичного та особистого характеру, що є цінним джерелом з питань археології, давньої історії, етнографії, музеєзнавства і мистецтвознавства. Загальна кількість особивих фондів — 54. Це фонди Ф. К. Вовка, В. В. Хвойки, С. С. Гамченка, І. Ф. Левицького, М. В. Сібільова, П. І. Смолічева, О. С. Федоровського, І. М. Фещенка, Д. М. Щербаківського, П. П. Курінного, В. А. Грінченка, С. С. Магури, К. Ю. Коршака, А. В. Добровольського, О. Ф. Лагодовської, В. П. Петрова, Л. М. Славіна, Р. О. Юри, Д. Т. Березовця, М. В. Кузнецова, Т. М. Мовчанівського, М. О. Макаренка, Л. Д. Дмитрова, В. В. Лапіна, Є. Ф. Покровської, В. М. Даниленка, В. А. Іллінської — О. І. Тереножкіна; Я. П. Новицького, Г. Г. Мезенцевої, М. Я. Рудинського, І. І. Артеменка, С. М. Бібікова, Є. В. Махно, М. І. Вязьмітіної, В. А. Богусевича, Д. І. Бліфельда, М. М. Шмаглія, Ю. Ф. Шумовського, В. М. Клюшинцева, М. П. Кучери, А. І. Кубишева, Г. Л. Євдокимова, Б. М. Мозолевського, В. Д. Дяченка, О. Г. Шапошникової, Т. Г. Мовши, Є. В. Черненка, С. С. Березанської, О. О. Паршиної, Г. М. Некрасової, В. Д. Барана, В. І. Бідзілі, С. Н. Братченка, Д. Я. Телегіна.
9. Діловодна документація інституту за 1945–2000 рр. та справи, що відтворюють діловодство Наукового архіву (інвентарні книги з переліками архівних матеріалів, акти передачі архівних матеріалів, книги видачі архівних матеріалів дослідникам та інша документація).
10. Спеціальний фонд — негатека, до якої входять негативи (на скляних пластинках і фотоплівках) до багатьох наукових звітів за 1945–2008 рр.; негативи на скляних пластинках з археологічних досліджень за 20-30-ті рр. XX століття; негативи на скляних пластинках і фотоплівках з кількох особових фондів вчених-археологів за 1897–1992 рр. негатека містить близько 50 тис.одиниць зберігання, серед них 13 944 од. зб. — негативи на скляних пластинках.